# Lamprosema santialis
Lamprosema santialis là một loài bướm đêm trong họ Crambidae.